# Janek Ledecký
Jan Ledecký (* 27. července 1962 Praha), známý spíše jako Janek Ledecký, je český zpěvák, kytarista a skladatel.
Stal se jednou z nejvýraznějších postav české hudební scény od 80. let 20. století. Narodil se 27. července 1962 v Praze. Byl členem kapely Žentour, která působila na české rockové scéně v 80. letech. Později se vydal na sólovou dráhu a získal si širokou popularitu nejen svým zpěvem, ale i psaním písní a muzikálů.

## Kariéra
Ledecký začal svou hudební kariéru jako člen kapely Žentour, která se proslavila písněmi jako „Všechno bude fajn“ nebo „Proklínám“. Skupina byla oblíbená především mezi mladší generací a stala se symbolem české rockové hudby té doby. V roce 1992 se Ledecký rozhodl pro sólovou kariéru, kdy vydal album „Na ptáky jsme krátký“, které se stalo obrovským hitem a obsahovalo jeho slavné písně jako „Na ptáky jsme krátký“, „Žízeň velká jak Amerika“ nebo „Volám S.O.S.".
Kromě svého působení na hudební scéně je Ledecký známý také jako autor a interpret muzikálů. Vytvořil například muzikály Galileo a Hamlet, které získaly popularitu nejen v České republice, ale i v zahraničí.

## Osobní život
Janek Ledecký je otcem Ester Ledecké, české olympijské vítězky v alpském lyžování a snowboardingu, a Jonáše Ledeckého, výtvarníka a komiksového kreslíře. Kromě hudby se věnuje i dalším formám umění včetně výtvarné činnosti.

## Ocenění
Ledecký získal řadu ocenění za svou hudbu a příspěvek k české kultuře, včetně ocenění Zlatý slavík[zdroj?].
Janek Ledecký je i nadále aktivní na hudební scéně a patří mezi nejoblíbenější české umělce, který si svou kariéru vybudoval na silných melodiích a textově bohatých písních.

## Alba s Žentourem
- Žentour 001 (1987)
- Žentour 002 (1987) (anglicky)
- Žentour 003 (1990)
- Žentour 004 (1990) (anglicky)
- Žentour 005 (1991)
- Žentour 006 (1991) (anglicky)
- Žentour 007 (2014)

## Sólová alba
- Na ptáky jsme krátký (1992)
- Právě teď (1993)
- Jenom tak (1994)
- Některý věci jsou jenom jednou (1995)
- Sliby se maj plnit o Vánocích (1996)
- Mít kliku (1997)
- Na křídlech Pegasů (1997)
- Na chvíli měj rád (2001)
- Ikaros (2005)
- DVD Retro life (2006)
- 12 Vánočních nej (2007)
- Všichni dobří andělé (2014)
- Na konci duhy (2015)
- Sliby se maj plnit...live (2017)
- Unplugged (2018)
- Symphonic (2022)

## Muzikály
- Galileo (autor hudby/libreto)
- Hamlet (autor hudby/libreto)
- Hamlet – The rock opera 2012 (přepracované vydání z roku 1999, obnovená premiéra světové verze muzikálu Hamlet: The Rock Opera)
- Iago
- Vánoční zázrak aneb Sliby se maj plnit o Vánocích (autor hudby/libreto)
- Zapomeňte na Shakespeara

## Televize
- Tvoje tvář má známý hlas – jako stálý porotce od 1. do 6. řady (2016–2019)

## Básně
- Verše potrhlé, Ice music, 2021 – kniha básní pro děti s ilustracemi od syna Jonáše